# Gustaaf Hermans
Gustaaf Hermans (nascido em 12 de maio de 1951) é um ex-ciclista de estrada belga. Representou seu país, Bélgica, na corrida de 100 km contrarrelógio por equipes nos Jogos Olímpicos de Verão de 1972. A equipe belga terminou na quarta posição.